# Дворец Путина
«Дворе́ц Пу́тина» (также «дворец в Геленджике́» или «резиде́нция на мы́се Идокопа́с») — дворцово-парковый ансамбль на берегу Чёрного моря возле села Прасковеевка в 20 км от города Геленджика. По утверждениям и документам предпринимателей, связанных со строительством резиденции, а также согласно расследованиям ряда журналистов, активистов и оппозиционных политиков, была построена для Владимира Путина.
На участке площадью 67,9 га расположены дом площадью 17,7 тысяч м², ресторанный комплекс, вертолётная площадка, ледовый дворец, церковь, амфитеатр, гостевой дом, автозаправочная станция и 80-метровый мост. В здании дворца находятся бассейн, аквадискотека, спа, сауны, турецкие бани, мясо-рыбный, овощной и десертный цеха, склад лечебной грязи, читальня, музыкальная гостиная, кальянная, театр и кинотеатр, винный погреб, казино и около полутора десятков гостевых спален. Над территорией дворца установлена бесполётная зона. Прилегающий к территории участок площадью в 7 тыс. га принадлежит ФСБ России и до 2068 года передан в аренду фирме, владеющей резиденцией.
Здание спроектировал итальянский архитектор Ланфранко Чирилло. Строительство началось в 2005 году; к 2018 году здание поразила плесень, из-за чего началась его масштабная перестройка, в ходе которой вся внутренняя отделка была демонтирована.
Впервые о «дворце» стало широко известно в 2010 году, когда предприниматель Сергей Колесников в открытом письме о коррупции Дмитрию Медведеву подробно рассказал о строительстве и раскрыл схемы его финансирования. По данным журналистских расследований, финансирование объекта осуществлялось путём коррупционных схем и за счёт государственных компаний «Транснефть» и «Роснефть». В январе 2021 года Фонд борьбы с коррупцией Алексея Навального опубликовал подробное расследование «Дворец для Путина. История самой большой взятки», представив съёмки территории с квадрокоптера, видеореконструкцию и поэтажный план объекта. Стоимость строительства дворцового комплекса ФБК оценил в 100 млрд рублей (1,1 млрд евро на момент выхода фильма).
Проект курировался бизнесменом Николаем Шамаловым, предполагаемым родственником и близким другом Путина. Впоследствии резиденцию приобрёл якобы за 350 млн долларов США миллиардер Александр Пономаренко. По данным ФБК, на самом деле Пономаренко заплатил за неё 350 тыс. долларов США, то есть в тысячу раз меньше объявленной стоимости. По данным Колесникова и ФБК, продажа была фиктивной, а одна из фирм Шамалова вскоре стала управляющей компанией на объекте. Формально резиденция оформлена на петербургскую фирму «Бином», которая связана с приближённым к Путину предпринимателем Юрием Ковальчуком.
В январе 2021 года Владимир Путин заявил, что ни ему, ни его близким родственникам «дворец» никогда не принадлежал. Тогда же владельцем «дворца» объявил себя предприниматель и друг Путина Аркадий Ротенберг. По его словам, он приобрёл эту резиденцию «несколько лет назад» и намерен превратить её в апарт-отель.

## Инфраструктура
Резиденция располагается на мысе Идокопас, в районе села Прасковеевка в городе-курорте Геленджике. Сам мыс известен давно — он обозначался на топографических картах по меньшей мере с 1841 года, как и гора. На этнографической карте Н. К. Зейдлица 1880 года обозначается как место обитания греков. Адыги называли мыс и гору адыг. Индыкъопас (К. Х. Меретуков, перевод неизвестен), адыг. Итокопасхе (Дж. Н. Коков — возможно, от адыг. къо — «балка» и адыг. пашъхьэ — «перед»).

### Доступ к объекту
Над территорией резиденции установлена бесполётная зона URP116. Территория окружена несколькими КПП. По утверждению Сергея Колесникова, к резиденции за счёт государства была проведена автомобильная трасса.
Как утверждает журналист Павел Лобков, во время съёмок программы «Ездим дома» в 2015 году он находился возле скалы «Парус» и видел пограничную полосу «как на государственной границе», отделяющую территорию резиденции от остального мира. Там же он общался с «крепкими людьми», которые признались, что являются офицерами ФСО.
На берегу расположен причал для яхт. Вблизи него находится пост наблюдения Пограничной службы ФСБ России.

#### С моря
Участки общей площадью 966,9 га, граница которых проходит по береговой линии от посёлка Дивноморское до мыса Идокопас, находится в пользовании ООО «Южная цитадель». В 2016 году они были переданы под обязательство разводить там устриц и мидий. Согласно отчёту за 2019 год, компания не осуществляла хозяйственной деятельности, однако разрешительные документы на такую деятельность позволяют законным способом закрыть доступ к объекту с моря.

#### С суши
Прилегающий к территории участок площадью 7 тысяч га принадлежит ФСБ и до 2068 года передан в аренду фирме, владеющей резиденцией.

### Территория и здание
На участке площадью 67,9 га расположены: дом площадью 17,7 тысяч м², дендрарий, оранжерея, вертолётная площадка, ледовый дворец, церковь, амфитеатр, «чайный домик» (гостевой дом), автозаправочная станция, 80-метровый мост и специальный тоннель внутри горы с дегустационной комнатой. Проектирование подземных сооружений было выполнено компанией «Метро-Стиль», занимающейся подготовкой документации для строительства новых линий и сооружений Московского метрополитена.
Здание дворца способно выдержать 9-балльное землетрясение. По данным из расследования Алексея Навального, внутри здания находятся бассейн, спа, сауны, хаммамы, «склад грязи», читальня, музыкальная гостиная, кальянная, кинотеатр, дегустационная комната, винный погреб и казино; в здании больше десятка спален, площадь главной составляет 260 м².

#### Архитектор
Архитектор здания — итальянец Ланфранко Чирилло, в 2012 году про него впервые написал журнал The New Times.
В 2015 году Радио «Свобода» записало с ним интервью. Строительство «дворца Путина» Чирилло комментировать отказался, но рассказал, что проектировал офисы и дома для 43 российских миллиардеров. Чирилло, по его словам, также работал на компании «Газпром» и «Новатэк».
Согласно данным ЕГРЮЛ[уточнить], гражданин Италии Ланфранко Чирилло зарегистрирован как индивидуальный предприниматель, он является единственным владельцем ООО «Стройгазкомплект» (в которую входит архитектурная студия Masterskaja) с уставным капиталом 40 млн рублей. У бюро Чирилло нет собственного веб-сайта, и оно никогда не рекламирует свои услуги. В августе 2014 года Владимир Путин присвоил ему российское гражданство.

## Интерьеры дворца
Фотографии интерьеров дворца образца 2010 года были опубликованы в январе 2011 года на сайте RuLeaks (российском аналоге WikiLeaks). Предположительно, сняты они были рядовыми рабочими, обслуживающими объект (один или несколько из них фигурировали на самих снимках, их лица были скрыты).
- Люстры резиденции.
- Одна из спален в резиденции с кроватью с балдахином.
- Джакузи на несколько человек в одной из спален резиденции.
- Элементы потолка резиденции. Люстры ещё не повешены.

Как отмечено выше, 20 января 2022 года команда Навального опубликовала 479 фотографий, сделанных внутри объекта приблизительно в 2014 году, ещё до поражения плесенью. Обозреватели отмечали сходство запечатлённых на новых фотографиях интерьеров с изначальной 3D-визуализацией, выполненной по архитектурным планам, доступным ранее фотографиям и каталогам мебели для фильма-расследования 2021 года. При этом сами расследователи акцентировали внимание на помещении кальянной (стриптиз-зала), которая, по их мнению, на деле выглядела «гораздо хуже», чем в 3D-визуализации, выполненной в условиях отсутствия реальных фотографий помещения. Также удостоились критики обилие в оформлении интерьеров двуглавых орлов и чрезмерная позолота помещений. В мае 2024 года ФБК и «Проектом» были опубликованы тайно сделанные видеозаписи обновлённых интерьеров и рабочая документация проекта реконструкции дворца.

## История

### Начало строительства (2005)
10 июня 2005 года между Управлением делами президента России, ФГУП «Дом отдыха Туапсе», ОАО «Лирус» и ФГУП «Предприятие по поставкам продукции» Управления делами президента России был заключён инвестиционный договор на строительство «пансионата в районе села Прасковеевка г. Геленджика Краснодарского края». Предметом данного договора было строительство объекта на земельном участке в 740 тысяч м². Инвестор проекта компания «Лирус» должна была вложить в строительство не менее 400 млн рублей. Завершение проекта намечалось на 2008 год, после чего 30 % общей площади должно было перейти к Управлению делами президента, а 70 % — инвестору. По допсоглашению от 10 ноября 2008 года к ранее заключённому договору заказчиком-застройщиком становится ФГУ «Войсковая часть 1473» Федеральной службы охраны (ФСО).
Уже в ноябре этого же года в прессе появились первые сообщения о начале строительства на мысе Идокопас. Забор и возникшая на этом месте стройка объекта «Детский лагерь круглогодичного действия» ФГУП «Дагомыс» Управления делами президента РФ также привлекли внимание и экоактивистов.

### Письмо Колесникова (2010) и расследование агентства «Рейтер» (2014)
В декабре 2010 года в открытом доступе в интернете появилось письмо о коррупции к президенту России Дмитрию Медведеву на русском и английском языках, автором которого был бизнесмен из Санкт-Петербурга Сергей Колесников. В письме утверждалось, что для личного пользования Владимира Путина на побережье Чёрного моря с 2005 года строится «комплекс для отдыха», стоимость которого, по словам автора письма, достигла 1 млрд долларов США. Колесников заявил, что написал письмо, чтобы «россияне и президент знали правду», и ждал реакции Дмитрия Медведева, которой так и не последовало.
В письме Медведеву и позднее в интервью телеканалу RTVI и другим СМИ Колесников раскрыл схему финансирования строительства резиденции. По словам Колесникова, в 1992 году при участии Путина была создана компания «Петромед», которая занималась проектами в области здравоохранения и акционером которой был сам автор письма. После того, как Путин стал президентом, в компанию пришёл его друг бизнесмен Николай Шамалов (вместе с Путиным он был соучредителем дачного кооператива «Озеро»), который «предложил ряд перспектив» при условии перевода 35 % доходов на зарубежные счета. В 2005 году Колесников по поручению Шамалова создал компанию «Росинвест», структура собственности которой была скрыта за анонимными «акциями на предъявителя», но основная часть акций управлялась в интересах Путина. Одним из проектов «Росинвеста», которые курировал лично Шамалов, стало строительство «дворца Путина». В документах владельцем строящегося дворца был указан Шамалов, а из высокопоставленных чиновников в документах фигурировало лишь имя Владимира Кожина, в то время занимавшего должность главы Управления делами президента. В 2005 году началось проектирование дворца, а в 2007 году этот проект объединили с проектом по созданию виноградников и производству элитного вина. Объединённый проект получил название «Проект Юг». Колесников утверждал, что после начала финансового кризиса 2008 года Путин приказал Шамалову приостановить все остальные проекты и сосредоточиться на «Проекте Юг». Когда в октябре 2009 года Колесников видел документы и сметы проекта в последний раз, затраты на строительство составляли около 1 млрд долларов США.
Проведённое в 2014 году агентством «Рейтер» журналистское расследование подтвердило существование коррупционных схем финансирования строительства «дворца Путина». Журналисты «Рейтер» выяснили, что часть выделенных в 2005 году на национальный проект «Здоровье» средств ушла на постройку дворца. По данным расследования, два «состоятельных человека» из окружения Путина (владелец «Петромед» Дмитрий Горелов и Николай Шамалов) занимались махинациями с поставками томографов и другого медицинского оборудования российским больницам по завышенным в два-три раза ценам и так и не понесли за это наказания. Они продали медицинское оборудование как минимум на 195 млн долларов США и, как следует из изученных «Рейтер» банковских документов, перевели 84 млн долларов на счета в швейцарских банках. Агентство «Рейтер» обнаружило, что по крайней мере 35 млн евро с этих счетов были переведены на счёт компании, занимавшейся строительством «дворца Путина».
В 2009 году все объекты и земля по «Проекту Юг» были переведены в собственность частной компании ООО «Индокопас», владельцем которой был Шамалов. Тем не менее, несмотря на якобы частный характер проекта, строительство дворца осуществлял «Спецстрой России», а курировала проект, охраняла и выдавала все требования по проектированию Федеральная служба охраны (ФСО).
В 2005—2010 годах из госбюджета были выделены средства на строительство горной дороги, ЛЭП, специального газопровода, которые вели к резиденции. По словам Колесникова, чтобы скрыть стоимость, количество и номенклатуру поставляемых материалов, Шамаловым было принято решение импортировать их в обход надлежащих правил таможенного оформления, расплачиваясь наличными средствами или с оффшорных счетов.

### Перепродажа Пономаренко
После скандалов в СМИ резиденция вместе с его владельцем ООО «Индокопас» были перепроданы Николаем Шамаловым по заниженной цене совладельцу «Новороссийского морского торгового порта» Александру Пономаренко. По мнению Сергея Колесникова, реальным собственником этого оффшора остался Владимир Путин. Пономаренко заплатил формальным владельцам дворца лишь около 10 миллионов рублей, а после продажи их подконтрольные компании продолжили управлять резиденцией.
Осенью 2011 года Александр Пономаренко начал сдавать в аренду несколько объектов, входящих в комплекс: служебный дом, административное здание, помещения в главном доме. Общая площадь арендуемых помещений — около 7700 м², цена аренды достигала рекордных 35 млн рублей в месяц. Арендатором стала строительная компания ООО «Велесстрой». По утверждению Пономаренко, он вышел из проекта в марте 2016 года.

### Поражение плесенью (2017—2018)
Русская служба Би-би-си в феврале 2021 года на условиях анонимности опубликовала интервью с рядом сотрудников, работавших в резиденции в разное время. По их словам, в 2017—2018 годах во дворце появилась плесень, которая поразила всё здание — и комнаты, и подвальные помещения, в основном — стены и потолки. По словам работников, отделка дворца была выполнена с помощью фальшстен: к бетонной стене, покрытой штукатуркой, крепились металлические направляющие, которые обшивались листами гипсокартона, на которые уже наносилась дорогая отделка. Плесень заполнила пространство между фальшстеной и основной стеной и была обнаружена, когда недалеко от бассейна отвалился кусок штукатурки (по другой версии, часть фальшстены была вскрыта для косметического ремонта).
По предположению работников, плесень появилась из-за высокой влаги и отсутствия надлежащей системы вентиляции. Эту версию в разговоре с Би-би-си допустил и архитектор здания Ланфранко Чирилло. По другим версиям, причиной могла стать плохая гидроизоляция подвала и поступление воды снаружи.
Поражение плесенью привело к тому, что здание было выведено из эксплуатации и подверглось масштабной перестройке. По словам сотрудников, к осени 2018 года демонтажные работы длились уже около полугода, при этом в здании уже не было мебели, но ещё не была демонтирована декоративная отделка стен и потолков. Позже вся внутренняя отделка (гипсовая лепнина и панели из ценных пород дерева и камня) была демонтирована и вывезена. К началу 2021 года, по словам сразу нескольких сотрудников, уже были заменены крыша, окна и внешняя облицовка здания.

### Заявление Ротенберга (2021)
30 января 2021 года интернет-издание Mash опубликовало интервью с российским предпринимателем и близким другом Владимира Путина Аркадием Ротенбергом, который объявил себя владельцем резиденции, назвав её незавершённой стройкой апарт-отеля. Ротенберг заявил, что ему «удалось стать бенефициаром» объекта «несколько лет назад», а рассказать о сделке он решил после того, как вокруг здания разгорелся скандал.
Экономист и социолог Владислав Иноземцев назвал заявление Ротенберга «смешным и неубедительным». Иноземцев считает, что наличие государственной охраны и бесполётной зоны указывает на фактическую принадлежность объекта высшим должностным лицам России. При этом не имеет значения, кому дворец принадлежит по документам. Иноземцев уверен, что объект не принадлежит Аркадию Ротенбергу даже формально, поскольку никаких документов предъявлено не было. Журналисты интернет-издания «Медуза» обнаружили, что подтвердить собственность Ротенберга документально очень сложно. Резиденция находится в собственности у петербургской фирмы «Бином». Согласно СПАРК, формально фирма была учреждена Александром Пономаренко, и её владельцами являются неназванные российские граждане. Пономаренко, однако, заявлял, что не имеет отношение к резиденции с 2016 года. В то же время «Бином» связан с группой компаний, которые, в свою очередь, связаны с Ю. Ковальчуком. Журналисты отмечают, что Ковальчук может быть также связан с покупкой за 1,2 миллиарда рублей другой резиденции, предположительно для Путина, — дачи Брежнева «Глициния» в Крыму.
Работники, бывавшие во дворце, рассказали Би-би-си, что апарт-отель — это новая концепция, о которой они узнали только из новостей о заявлениях Ротенберга, имя которого в связи с дворцом до этого они не слышали. По их словам, дворец выполнял другую функцию: ни для кого из них не было секретом, что они работали во «дворце Путина». В то же время, один из работников, посещавший участок в 2020 году, сообщил, что почти во всех комнатах стали делать перегородки для санузлов, как в гостиничных номерах.

## Расследования журналистов, активистов и оппозиционных политиков
Экологи и журналисты неоднократно предпринимали попытки пробраться в район строительства «дачи Путина».
В январе 2011 года в интернете появились первые фотографии со стройки, на которых виден общий вид резиденции, её планировка и интерьеры.
В феврале 2011 года активисты «Экологической вахты по Северному Кавказу» Дмитрий Шевченко и Сурен Газарян, вместе с журналисткой газеты «Собеседник» Риммой Ахмировой и активисткой Екатериной Соловьёвой смогли беспрепятственно проехать на территорию дворца и сделать там фотографии и видео. На тот момент шла активная фаза строительства. Они были задержаны сотрудниками ФСО и ЧОП «Рубин». При этом у них незаконно и без какого-либо оформления отняли технику и вещи.

Поначалу на нас даже не обращали внимания. Рабочие ходили, занимались своими делами, не задавали никому лишних вопросов.

Но когда нас увидели сотрудники Федеральной службы охраны (ФСО), начался переполох. Тут же заставили прекратить съемку. К счастью, флеш-карту с кадрами, которые я успел снять, я спрятал в ботинок. Благодаря этому хоть что-то осталось после нашей поездки. Это единственные фотографии, которые были получены не рабочими стройки.— Дмитрий Шевченко
После посещения резиденции Сурен Газарян был объявлен в федеральный розыск. Основанием послужило уголовное дело по подозрению в угрозе убийством, якобы высказанной им охраннику. Газарян был вынужден эмигрировать из России во избежание дальнейшего преследования. В 2011 году активисты также обнаружили, что муниципальная автодорога общего пользования «Прасковеевка — Молоканова щель», ведущая к резиденции, была куплена ОАО «Индокопас» через аукцион. Объявление о продаже было опубликовано в газете «Прибой» от 28 июля 2011 года.
В августе 2014 года журнал «The New Times» опубликовал расшифровку аудиозаписи совещания, на котором архитектор Ланфранко Чирилло обсуждал с начальником в/ч № 1473 ФСО Олегом Кузнецовым и Николаем Шамаловым стоимость отдельных работ для резиденции у села Прасковеевка и способы их оплаты. Так, Чирилло утверждал, что заплатил 1 млн евро только за одну кабельную аудиотехнику. Оплата предпочиталась в наличном расчёте («можно в чемодане»), так как везде, включая таможню, Чирилло платил наличными. Как выяснили журналисты, дорогостоящие материалы для резиденции ввозились в Россию под видом дешёвых материалов с целью уменьшить величину таможенной пошлины. Оплата проходила через компании, зарегистрированные в офшоре Белиз, а также через американские компании.
В 2016 году журналисты медиахолдинга РБК обнаружили, что ООО «Комплекс», который владел резиденцией на тот момент по данным СПАРК, подал заявку в Росрыболовство о выделении участков моря возле резиденции якобы для разведения тихоокеанских устриц и средиземноморских мидий. Несмотря на это, участки акватории были получены в пользование уже ООО «Южная цитадель», которую связывают через офшорные компании с Александром Пономаренко и Игорем Ротенбергом. Как полагают эксперты, владение участком акватории может быть связано с желанием ограничить доступ к резиденции с моря. По сообщениям источников из РБК, публикация вызвала негодование в Кремле, что привело к отставке главного редактора и увольнению некоторых журналистов.
В 2017 году журналисты издания «Собеседник» обнаружили попытку скрыть реального владельца резиденции. Они обнаружили, что сначала управление резиденцией осуществлялось через компанию «ИнвестСтрой» Татьяны Кузнецовой, супруги экс-начальника в/ч 1473 ФСО (генеральным директором компании ранее был начальник главного управления общественного питания Управления делами президента Болат Закарьянов). Затем управление перешло к ООО «Комплекс», связанному через Юрия Ларина с Николаем Шамаловым. Также было выяснено, что «Транснефть» платит за аренду части помещений резиденций. Служба охраны «Транснефти» осуществляет охрану резиденции.
В январе 2021 года журналисты «Новой газеты», издательства «Открытые медиа» и «Радио „Свобода“» нашли косвенное подтверждение связи резиденции с президентом Путиным. Они обнаружили 5 фирм, которые опубликовали на своих сайтах информацию о том, что осуществляли работы в «резиденции президента РФ „Прасковеевка“». Имеено вблизи села Прасковеевка находится так называемый «Дворец Путина».
В 2024 году журналисты газеты Le Monde проанализировали данные публично доступных аккаунтов телохранителей Путина в фитнес-приложении для бегунов Strava. Отследить агентов ФСО удалось, в частности, в Бразилии, куда Путин приезжал на саммит БРИКС, в Дубае, Пекине и Владивостоке; при этом сопровождающие Путина сотрудники службы охраны неоднократно появлялись в местах, где, по утверждению Кремля, Путину делать нечего — а именно во дворце на берегу Чёрного моря и на роскошной даче на одном из бесчисленных озер в Республике Карелия, на границе с Финляндией. 
Как обнаружило издание «Открытые медиа», впервые бесполётная зона над резиденцией была введена приказом Минтранса от 13 января 2015 года, что противоречит ответу ФСБ о том, что бесполётная зона была установлена лишь 24 июля 2020 года. Бесполётная зона URP116 присутствует на полётных картах уже в сентябре 2017.
Доктор политических наук, политолог Владимир Пастухов считает, что дворец изначально предназначался для жизни Путина после того как он передаст власть номинальному преемнику, однако будет из данной резиденции осуществлять фактическое руководство страной. Однако после того, как, по мнению Пастухова, элиты не позволили Путину уйти от власти, дворец утратил смысл и перестал играть роль в государственных планах.

### Расследования ФБК и «Проекта»
Документальный фильм-расследование об этой резиденции был опубликован ФБК на видеохостинге YouTube 19 января 2021 года. Большая часть фильма посвящена самой резиденции, принадлежащей, как утверждается в фильме, Владимиру Путину через доверенных лиц. Стоимость дворца с постройками ФБК оценивает в 100 миллиардов рублей. Фильм вызвал большой общественный резонанс и собрал более 60 млн просмотров в первые несколько суток после публикации.
Журналисты издания «Проект» в своих социальных сетях добавили, что, по рассказам чиновников, именно в Геленджике президент проводит значимую часть своего неформального времени и именно туда он приглашает для неформального общения ближайших к нему людей. Редакция VTimes отправила запросы к героям расследования (Юрию Ковальчуку, Геннадию Тимченко, Николаю Егорову и Ильгаму Рагимову, представителям госкомпаний — «Роснефти», «Транснефти» и «Газпрома» и уполномоченному по правам бизнеса Борису Титову). Все они остались без ответа.
В ответ на негативные заявления официальных лиц и репортажи государственных СМИ о фильме ФБК про «дворец Путина» глава отдела расследований ФБК Мария Певчих выпустила ролик на официальном ютюб-канале Алексея Навального 12 февраля 2021 года. В ролике она привела факты и документы, опровергающие утверждения и обвинения со стороны властей к создателям фильма.
В годовщину выхода фильма в 2022 году команда Навального опубликовала 479 фотографий с интерьерами здания. Георгий Албуров в интервью телеканалу телеканалу «Дождь» заявил, что фотографии сделаны примерно в 2014 году и были получены от людей, которые работали в то время в резиденции, затем все фотографии были сверены с планом дворца. Кроме того, Албуров заявил, что, по имеющимся у него данным, в течение года после выхода фильма Навального схема финансирования дворца не поменялась.
6 мая 2024 года, накануне инаугурации Владимира Путина на пятый президентский срок, ФБК и издание «Проект» опубликовали кадры скрытой съёмки из дворца. На них видно интерьеры после перестройки здания. Во многих помещениях изменился интерьер, у некоторых поменялось назначение; например, зал игровых машинок был переделан в домовую часовню, где среди прочих икон присутствует лик князя Владимира. Там же размещён стул, напоминающий царское место в древних храмах. Расследователи получили обновлённые чертежи комплекса, часть помещений переименовано в «апартаменты», музыкальная гостиная и читальня стали называться «лобби», обеденный зал — «рестораном», при этом реальное их назначение не изменилось. Репродукции фресок с нейтральными сюжетами заменили на копии портретов известных русских полководцев (Павел Нахимов, Фёдор Ушаков) и картин с битвами прошлого (плакат с видами Саракамышского сражения, «Доколе, Господи?» Сергея Рубцова на тему Ледового побоища, «Святослав. Падение Хазарии» Анатолия Булдакова, «Бородино. Бой за Багратионовы флеши» Александра Аверьянова, «Сражение под Елисаветполем» Франца Рубо, фрагмент картины «Кто с мечом к нам придёт, от меча и погибнет» Сергея Присекина). В расследовании делается акцент на баснословной стоимости импортных предметов интерьера: мебели, спортивных тренажёрах, люстрах, кровати с выдвигающимся телевизором, ковров и другого инвенаря. Видеозапись, выложенная на канале погибшего в 2024 году Алексея Навального, завершается показом грязного и исписанного граффити туалета в бытовке для строителей на территории объекта и надписью «Лёха, ты был прав!».

### Расследование «Медузы»
Журналисты интернет-издания «Медуза» опросили людей, которые в различное время были задействованы на строительстве резиденции. Многие из опрошенных подтвердили, что резиденция связана с президентом Путиным и охраняется действующими сотрудниками Федеральной службы охраны через частное охранное предприятие. По их словам, ФСО также руководит и строительными работами. В распоряжении журналистов есть строительные документы с фамилиями и подписями сотрудников ФСО, например, «Согласовано руководителем ФГУ ВЧ-1473 ФСО РФ Кузнецовым О. С.». Именно полковник Олег Кузнецов руководил войсковой частью № 1473 ФСО, выступавшей заказчиком строительства резиденции. Журналисты выяснили, что карьера Ивана Сердитова, бывшего одним из управляющих резиденцией, плотно связана с семьей президента через Людмилу Путину и её родную сестру. Собеседники подтвердили, что резиденция постоянно перестраивается и переделывается, потому что у «заказчика» много пожеланий, а помещения по сути не используются и приходят в упадок. Один из собеседников упомянул ледовый дворец как одну из «хотелок» заказчика. Горный инженер, который участвовал в строительстве подземного 16-этажного комплекса, рассказал журналистам, что в подземном комплексе имеются винотека, стометровый тоннель с выходом на пляж, эвакуационная штольня, лифтовая шахта и технические помещения. Стоимость строительства подземного сооружения он оценил в размеры, сопоставимые «со строительством одной-двух станций метро». Журналисты обнаружили, что один из подрядчиков указал на своем сайте общую площадь всех помещений в резиденции — 40 тысяч квадратных метров.
Архитектор Ланфранко Чирилло рассказал журналистам «Медузы», что проектировал резиденцию по заказу строительного холдинга «Стройгазконсалтинг», который являлся одним из крупнейших подрядчиков «Газпрома» и связан с бизнесменом иорданского происхождения Зиядом Манасиром. Журналисты обнаружили косвенную связь между президентом Путиным и Манасиром, который был в списке гостей на свадьбе Кирилла Шамалова и предполагаемой дочери Путина Катерины Тихоновой. Также одним из акционеров «Стройгазконсалтинга» была Ольга Григорьева, которую называют дочерью бывшего главы Росрезерва Александра Григорьева, друга молодости Путина. Вскоре после получения гражданства РФ по указу президента Путина в 2014 году Лафранко Чирилло стал акционером банка «Союзный» одновременно с Татьяной Кузнецовой, женой бывшего начальника ФСО Кремля Анатолия Кузнецова и владелицей компанией «ИнвестСтрой», управлявшей резиденцией некоторое время.

### Расследование «Русской службы Би-би-си»
13 мая 2021 года Русская служба Би-би-си заявила, что в её распоряжении оказался массив из сотен документов (официальные документы и справки к совещаниям), подготовленные московской фирмой, обслуживавшей строительство дворца в Геленджике и нескольких связанных с ним объектов. В документах охватывается период от начала стройки в середине 2000-х и до начала 2010-х годов, особенно подробно описываются детали продажи дворца в 2011 году.
По заявлениям Би-би-си, документы подтверждают многие выводы расследования Алексея Навального. Так, в расследовании показано, что Николай Шамалов являлся лишь формальным владельцем проекта. Продажа объекта Николаем Шамаловым Александру Пономаренко произошла в связи с обнародованием данных о дворце Сергеем Колесниковым и последовавшим за этим скандалом. Одной из причин необходимости такой продажи было то, что масштабы проекта (стоимость и объём работ) не соответствовали имущественному статусу Шамалова. В ходе продажи обсуждался вопрос «планируется ли реальное перечисление суммы со стороны покупателя?». В итоге Шамалов получил за дворец 4,9 млн рублей на свой карточный счёт (его партнёры по «Рирусу» — бухгалтер Елена Ярошенко и водитель Андрей Кузьменков — получили ещё 5,1 млн рублей); другие обязательства, согласно имеющимся документам, вместо перечисления денег были погашены простыми векселями на сумму, эквивалентную 8 миллиардам рублей. По документам, сразу после продажи компания Пономаренко сделала компанию Шамалова «Ногата» управляющей по дворцу с целью сохранения максимального контроля Шамаловым над проектом.
Документы подтверждают, строительство «Пансионата» в 2005—2009 годах было заказано Управлением делами Президента у связанной с Шамаловым компании «Лирус», а в 2008 году заказчиком-застройщиком стала ФСО; что первоначальная стоимость объекта оценивалась в 400 млн рублей, а к концу 2000-х годов выросла до 10,2 млрд рублей (вопреки данным Колесникова, который озвучивал цифру 30 млрд рублей); что объекты инфраструктуры (дорога, газопровод, ЛЭП и др.) строились на государственные деньги; что стройку охраняла ФСО и другие детали. Кроме того, в документах имеются сведения, что перед юристами проекта ставилась задача обеспечивать «конфиденциальность сведений о функциональном назначении и технических характеристиках строящихся объектов» при регистрации прав, а для ограничения доступа на объект третьих лиц обсуждалось закрепление участков за ФСБ или ФСО.
В документах также решался вопрос уголовного и гражданско-процессуального преследования Колесникова, обнародовавшего сведения о строительстве дворца. Однако, согласно документам, от преследования отказались по трём причинам: из-за отъезда Колесникова за границу (его недосягаемости для российских правоохранительных органов); из-за того, что у Колесникова было множество документов и сведений о проекте; из-за риска широкого международного расследования и вовлечения в него высших должностных лиц РФ.

### Расследования оппозиционных политиков
Оппозиционный политик, борец с коррупцией Борис Немцов неоднократно указывал на принадлежность дворца в Геленджике Владимиру Путину, озвучивая его стоимость в 1 млрд долларов и упоминая его в числе 20 резиденций, которыми пользовался президент. В 2011 году Борис Немцов, Владимир Милов, Владимир Рыжков и Михаил Касьянов представили доклад «Путин. Коррупция», в котором также доказывают связь дворца под Геленджиком с Владимиром Путиным и осуждают огромные расходы на его содержание.

## Официальная позиция властей
Представитель пресс-службы Кремля после публикации письма Сергея Колесникова в конце декабря 2010 года отказался от комментариев, а пресс-секретарь премьер-министра Дмитрий Песков заявил, что Путин не имеет никакого отношения к черноморской резиденции. Николай Шамалов и его партнер Дмитрий Горелов на запросы газеты «Ведомости» не ответили, а в компании ЗАО «Петромед» комментировать письмо Колесникова отказались.
В феврале 2011 года управделами президента Владимир Кожин, чья подпись стоит под документами о строительстве «Дворца Путина», опроверг сообщения о строительстве новых резиденций для Дмитрия Медведева и Владимира Путина: «Я читал много различных публикаций о каких-то дворцах, которые строятся или уже построены на берегу Чёрного моря в районе Геленджика. Это не имеет никакого отношения ни к Управделами, ни к главе правительства. Мы никакого строительства там не вели, не ведем и не собираемся вести». Связь президента и резиденции он опровергал также и в октябре 2012 года.
Вскоре после публикации расследования Навального пресс-секретарь президента РФ Дмитрий Песков на вопрос журналистов о нём заявил, что никакой недвижимости в Геленджике у Путина нет.
Президент России Владимир Путин заявил, что приписываемый ему дворец в Геленджике не принадлежит ни ему, ни его близким родственникам. При этом, как утверждает издание «Медуза», Владимир Путин не менее четырёх раз присутствовал на стройке этого объекта.
В феврале 2022 года Роскомнадзор по причине признания ФБК экстремистской организацией потребовал от ряда СМИ удалить публикации о ряде расследований ФБК, включая сюжеты о расследовании про дворец Путина.

### Репортажи «Mash» и «Россия-1»
В ответ на расследование ФБК 29 января 2021 года интернет-издание «Mash» и телеканал «Россия-1» выпустили репортажи о посещении резиденции. В репортажах было показано основное здание, которое готово только снаружи, а внутри происходят ремонтные работы. Корреспондентам было показано 16 помещений. В репортаже телеканала «Россия-1» человек в маске сообщил корреспонденту Александру Рогаткину, что объект — это «гостиница с номерами, общими зонами, бассейном». 1 февраля 2021 года заместитель главного редактора Mash Сергей Титов заявил, что решение о выходе репортажа о «дворце Путина» принимали «люди в костюмах», а не сотрудники Mash, и сравнил это с советской цензурой. В связи с этим он сообщил о своём уходе из издания.
Глава отдела расследований ФБК Мария Певчих заявила, что «новые данные только подтверждают расследование Навального». Журнал «Собеседник» отмечал, что в фильме Навального сообщалось о крупном ремонте во дворце, о снятии отделки из-за некачественной проектировки и покрывшей дворец плесени. Внутренности дворца, отмечало издание, в фильме демонстрировались на основе старых фотографий из социальных сетей и 3D-визуализации с помощью компьютерной графики на основе плана помещения с прописанной в нём мебелью.

## Ущерб окружающей среде
По данным «Экологической вахты по Северному Кавказу» и «Гринпис» России, во время строительства дворца и подъездных дорог к нему были вырублены уникальные растительные сообщества с участием сосны пицундской, занесённой в Красную книгу Российской Федерации, а всего было уничтожено более 45 гектаров лесов. Природоохранные организации оценивают ущерб в 2,7 млрд рублей. Обращения «Экологической вахты» и «Гринписа» по поводу незаконных рубок на территории дворца по состоянию на август 2012 года остались без ответа.
В общей сложности, по сообщению «Экологической вахты по Северному Кавказу», в результате махинаций были выведены из государственной собственности и переданы в частное владение 68 га лесных земель, расположенных в пределах федеральной особо охраняемой территории «курорт Геленджик».

## Судебное преследование экологов и правозащитников, расследовавших строительство дворца (2013)
Против четверых экологов из Геленджикского правозащитного центра, занимавшихся расследованием строительства «дворца Путина» и «дачи патриарха», в 2013 году были выдвинуты обвинения в мошенничестве. 2 августа 2013 года Геленджикский городской суд Краснодарского края приговорил их к срокам от 8 до 13 лет колонии строгого режима, апелляционная инстанция оставила приговор без изменения. По словам осуждённых, в СИЗО их подвергали пыткам, а все доказательства были сфальсифицированы. Общественная наблюдательная комиссия по контролю за обеспечением прав человека в местах принудительного содержания провела расследование, которое показало наличие у арестованных гематом и следов от ожогов, однако Кубанский следственный комитет отказался возбудить уголовное дело из-за «отсутствия состава преступления».

## Связь с президентом Путиным
Связь резиденции с президентом Путиным как и вопрос её истинного владельца являются предметом дискуссии. На февраль 2021 года документов, которые однозначно подтверждают или опровергают эту связь, не опубликовано. Все имеющиеся утверждения и факты являются косвенными:

### Подтверждающие факты
- В 2010 году Сергей Колесников, совладелец компании «Петромед» и бизнес-партнёр знакомых Владимира Путина — Николая Шамалова и Дмитрия Горелова, раскрыл схему коррупционного финансирования строительства и утверждал, что дворец строится для Путина[2][25].
- В 2014 году опубликована аудиозапись, на которой архитектор Ланфранко Чирилло обсуждал с Николаем Шамаловым и начальником в/ч № 1473 ФСО Олегом Кузнецовым ход строительства резиденции[68]. Действующие сотрудники ФСО курировали строительство и охраняли резиденцию через частное охранное предприятие[82].
- Формальным владельцем резиденции является ООО «Комплекс», которая через петербургскую фирму «Бином» связана с Юрием Ковальчуком[16]. Владелицей фирмы «ИнвестСтрой», которая управляла резиденцией до её передачи ООО «Комплекс», являлась Татьяна Кузнецова, супруга бывшего начальника в/ч 1473 ФСО Олега Кузнецова[11]. Один из управляющих резиденцией Иван Сердитов связан с семьёй президента через Людмилу Путину и её родную сестру[82].
- Бесполётная зона URP116 над резиденцией полностью совпадает по высоте ограничения с двумя другими такими же бесполётными зонами над резиденциями Путина (URP105 и URP106)[106][107].
- Как минимум пять фирм опубликовали на своих сайтах информацию о том, что осуществляли работы в «резиденции президента РФ „Прасковеевка“»[71][107].

### Опровергающие факты
- Бизнесмен Аркадий Ротенберг, близкий друг Путина[108], заявил в январе 2021 года, что приобрёл резиденцию несколько лет назад для строительства апарт-отеля, открытие которого запланировано на 2023 год[58][109]. Бизнесмен не предоставил документов, подтверждающих сделку, и не назвал прошлого владельца объекта[110]. В июле 2021 года СМИ сообщили, что акционерное общество «Бином», управляющее дворцом, возглавил близкий к Ротенбергу человек[111]. Дальнейшего развития тема владения Ротенбергом «апарт-отелем» не получила.